# Nowa obwodnica Zagrzebia
Nowa obwodnica Zagrzebia - projektowana autostradowa obwodnica chorwackiego Zagrzebia.

## Opis trasy
Trasa ma za zadanie odciążyć przeciążoną już obecnie pierwszą obwodnicę Zagrzebia i oddalić ruch międzynarodowy dalej od stolicy Chorwacji. Według planów ma zostać wybudowana do 2013 roku. Arteria - podobnie jak  pierwsza obwodnica - ma omijać miasto od południa. Nie planuje się budowy odcinka północnego.
Autostrada ma mieć długość 60 km, 15 węzłów i 2 mosty.